# Heterarmia inculta
Heterarmia inculta är en fjärilsart som beskrevs av Louis Beethoven Prout 1917. Heterarmia inculta ingår i släktet Heterarmia och familjen mätare. Inga underarter finns listade i Catalogue of Life.